# Tadžički arapski (jezik)
Tadžički arapski jezik (jugari, buharski arapski, centralnoazijski arapski; ISO 639-3: abh), jezik u centralnoj Aziji na području Afganistana, Tadžikistana i Uzbekistana. Pripada skupini arapskih jezika. Oko 6 000 govornika, od čeka 5 000 u Afganistanu i 1 000 u Tadžikistanu. Srodan je mezopotamskom (iračkom arapskom).
Neki članovi etničke grupe služe se i tadžičkim kao prvim jezikom.

## Vanjske poveznice
- Ethnologue (14th)
- Ethnologue (15th)